# الجمهورية (سلوفاكيا)
الجمهورية هو حزب سياسي يميني متطرف في سلوفاكيا، بقيادة ميلان أوريك.
تم تأسيسها في مارس 2021 من قبل أوهريك ومجموعة من الأعضاء السابقين في حزب ماريان كوتليبا اليميني المتطرف الشعب السلوفاكي. بدلاً من تقديم حزب جديد تمامًا (الأمر الذي يتطلب جمع 10.000 توقيع مؤيد)، استولوا على حزب «صوت الشعب» الحالي بقيادة بيتر مارشيك، وأعادوا تسمية 50 عضوًا فقط في عام 2018. بسبب انشقاق ممثلي صوت الشعب السابقين، يمتلك الحزب خمسة مقاعد في المجلس الوطني السلوفاكي. ميلان أوريك نفسه هو عضو في البرلمان الأوروبي، تم انتخابه لعضوية صوت الشعب في عام 2019.